# Zuidoost-Aziatisch kampioenschap voetbal 2022
Het Zuidoost-Aziatisch kampioenschap voetbal 2022 (ook wel AFF Mitsubishi Electric Cup 2022) genoemd is de 14de editie van het ASEAN voetbalkampioenschap, voor de nationale voetbalploegen van landen aangesloten bij de ASEAN. Het toernooi wordt gespeeld tussen 20 december 2022 en 16 januari 2023.
Thailand won het toernooi. 

## Deelnemende landen
| Land              | Deelname | Beste resultaat                              |
| ----------------- | -------- | -------------------------------------------- |
| Brunei (play-off) | 2e       | Groepsfase                                   |
| Cambodja          | 9e       | Groepsfase                                   |
| Indonesië         | 14e      | Tweede                                       |
| Laos              | 13e      | Groepsfase                                   |
| Maleisië          | 14e      | Winnaar (2010)                               |
| Myanmar           | 14e      | Vierde                                       |
| Filipijnen        | 13e      | Halve finale                                 |
| Singapore         | 14e      | Winnaar (1998, 2004, 2007, 2012)             |
| Thailand          | 14e      | Winnaar (1996, 2000, 2002, 2014, 2016, 2020) |
| Vietnam           | 14e      | Winnaar (2008, 2018)                         |

## Kwalificatie
Van de elf landen zijn er negen direct gekwalificeerd. Alleen Brunei en Oost-Timor moeten een kwalificatie afwerken. Dit gaat om twee wedstrijden, een uit- en thuiswedstrijd voor beide landen. Uiteindelijk zullen er dus tien landen deelnemen aan het eindtoernooi. Australië zal niet deelnemen, omdat in dezelfde periode het wereldkampioenschap voetbal in Qatar plaatsvindt.

### Play-off
|                                                  |                                                                |         |                          | |
| 5 november 2022 «onderlinge duels» 15:45 (UTC+8) | Brunei                                                         | 6–2     | Oost-Timor               | Track & Field Sportcomplex, Bandar Seri Begawan Toeschouwers: 600 Scheidsrechter: Warintorn Sassadee (THA) |
| 5 november 2022 «onderlinge duels» 15:45 (UTC+8) | Abdul Azizi 18', 33' Ramlli 60', 90+3' Saleh 75' Aminuddin 89' | Verslag | 45+1' Mouzinho 65' Firth | Track & Field Sportcomplex, Bandar Seri Begawan Toeschouwers: 600 Scheidsrechter: Warintorn Sassadee (THA) |

|                                                  |                |         |        | |
| 8 november 2022 «onderlinge duels» 14:30 (UTC+8) | Oost-Timor     | 1–0     | Brunei | Track & Field Sportcomplex, Bandar Seri Begawan Toeschouwers: 1.207 Scheidsrechter: Razlan Joffri Ali (MAS) |
| 8 november 2022 «onderlinge duels» 14:30 (UTC+8) | Mouzinho 45+2' | Verslag |        | Track & Field Sportcomplex, Bandar Seri Begawan Toeschouwers: 1.207 Scheidsrechter: Razlan Joffri Ali (MAS) |

Brunei kwalificeert zich voor het hoofdtoernooi.

## Stadions
| Kuala Lumpur                                     | Kuala Lumpur                                    | Kallang                                   | Kallang                                      |
| ------------------------------------------------ | ----------------------------------------------- | ----------------------------------------- | -------------------------------------------- |
| Bukit Jalil Nationaal Stadion Capaciteit: 87.411 | Kuala Lumpurstadion Capaciteit: 18.000          | Nationaal Stadion Capaciteit: 55.000      | Jalan Besarstadion Capaciteit: 6.000         |
|                                                  |                                                 |                                           |                                              |
| Yangon                                           | Vientiane                                       | Manilla                                   | Hanoi                                        |
| Thuwunnastadion Capaciteit: 32.000               | Nieuw Nationaal Stadion Laos Capaciteit: 25.000 | Rizal Memorial Stadium Capaciteit: 12.873 | Mỹ Đình Nationaal Stadion Capaciteit: 40.192 |
|                                                  |                                                 |                                           |                                              |
| Jakarta                                          | Phnom Penh                                      | Pathum Thani                              | Bangkok                                      |
| Gelora Bung Karnostadion Capaciteit: 77.193      | Morodok Techo Stadion Capaciteit: 75.000        | Thammasatstadion Capaciteit: 25.000       | Rajamangalastadion Capaciteit: 49.000        |
|                                                  |                                                 |                                           |                                              |

## Loting
De loting voor deze editie van het kampioenschap werd gehouden op 30 augustus 2022 in Bangkok, Thailand om 14:00 (UTC+7). Voor de indeling van de potten werd gekeken naar de vorige editie. Het was op dat moment niet bekend wat de winnaar van de play-off is. Het tiende land zal of Brunei of Oost-Timor zijn.
| Pot 1            | Pot 2               | Pot 3               | Pot 4            | Pot 5                 |
| ---------------- | ------------------- | ------------------- | ---------------- | --------------------- |
| Thailand Vietnam | Filipijnen Maleisië | Indonesië Singapore | Myanmar Cambodja | Laos Winnaar play-off |

## Groepsfase

### Groep A
| Pos | Team       | Wed | W | G | V | Ptn | DV | DT | +/− | Kwalificatie       |
| --- | ---------- | --- | - | - | - | --- | -- | -- | --- | ------------------ |
| 1   | Thailand   | 4   | 3 | 1 | 0 | 10  | 13 | 2  | +11 | naar knock-outfase |
| 2   | Indonesië  | 4   | 3 | 1 | 0 | 10  | 12 | 3  | +9  | naar knock-outfase |
| 3   | Cambodja   | 4   | 2 | 0 | 2 | 6   | 10 | 8  | +2  |                    |
| 4   | Filipijnen | 4   | 1 | 0 | 3 | 3   | 8  | 10 | −2  |                    |
| 5   | Brunei     | 4   | 0 | 0 | 4 | 0   | 2  | 22 | −20 |                    |

|                                                   |                                 |         |                  | |
| 20 december 2022 «onderlinge duels» 17:00 (UTC+7) | Cambodja                        | 3 − 2   | Filipijnen       | Morodok Techo Nationaal Stadion, Phnom Penh Toeschouwers: 4.860 Scheidsrechter: Majed Al Shamrani (KSA) |
| 20 december 2022 «onderlinge duels» 17:00 (UTC+7) | Bunheing 16', 59' Chanpolin 20' | Verslag | 41', 55' Daniels | Morodok Techo Nationaal Stadion, Phnom Penh Toeschouwers: 4.860 Scheidsrechter: Majed Al Shamrani (KSA) |

|                                                   |        |         |                                                                      | |
| 20 december 2022 «onderlinge duels» 20:30 (UTC+8) | Brunei | 0 – 5   | Thailand                                                             | Kuala Lumpurstadion, Kuala Lumpur (Maleisië) Toeschouwers: 480 Scheidsrechter: Chen Hsin-chuan (TPE) |
| 20 december 2022 «onderlinge duels» 20:30 (UTC+8) |        | Verslag | 19' Bordin 44' Teerasil 88' (e.d.) Yura 90+1' (pen.), 90+3' Peeradon | Kuala Lumpurstadion, Kuala Lumpur (Maleisië) Toeschouwers: 480 Scheidsrechter: Chen Hsin-chuan (TPE) |

|                                                   |                                                     |         |            |                                                                                        |
| 23 december 2022 «onderlinge duels» 18:00 (UTC+8) | Filipijnen                                          | 5 – 1   | Brunei     | Rizal Memorial Stadium, Manilla Toeschouwers: 1.650 Scheidsrechter: Tam Ping Wun (HKG) |
| 23 december 2022 «onderlinge duels» 18:00 (UTC+8) | Daniels 7' Reyes 12' Melliza 50' Rasmussen 51', 88' | Verslag | 70' Ramlli | Rizal Memorial Stadium, Manilla Toeschouwers: 1.650 Scheidsrechter: Tam Ping Wun (HKG) |

|                                                   |                  |         |          |                                                                                         |
| 23 december 2022 «onderlinge duels» 16:30 (UTC+7) | Indonesië        | 2 – 1   | Cambodja | Gelora Bung Karnostadion, Jakarta Toeschouwers: 25.332 Scheidsrechter: Ryuji Sato (JPN) |
| 23 december 2022 «onderlinge duels» 16:30 (UTC+7) | Egy 7' Witan 35' | Verslag | 16' Krya | Gelora Bung Karnostadion, Jakarta Toeschouwers: 25.332 Scheidsrechter: Ryuji Sato (JPN) |

|                                                   |        |         |                                                                                  | |
| 26 december 2022 «onderlinge duels» 18:00 (UTC+8) | Brunei | 0 – 7   | Indonesië                                                                        | Kuala Lumpurstadion, Kuala Lumpur (Maleisië) Toeschouwers: 5.439 Scheidsrechter: Kim Hee-gon (KOR) |
| 26 december 2022 «onderlinge duels» 18:00 (UTC+8) |        | Verslag | 20' Syahrian 41' Dendy 59' Egy 60' Spasojević 68' Ramadhan 86' Klok 90+2' Sayuri | Kuala Lumpurstadion, Kuala Lumpur (Maleisië) Toeschouwers: 5.439 Scheidsrechter: Kim Hee-gon (KOR) |

|                                                   |                                                 |         |            |                                                                                         |
| 26 december 2022 «onderlinge duels» 19:30 (UTC+7) | Thailand                                        | 4 – 0   | Filipijnen | Thammasatstadion, Pathum Thani Toeschouwers: 6.567 Scheidsrechter: Yudai Yamamoto (JPN) |
| 26 december 2022 «onderlinge duels» 19:30 (UTC+7) | Teerasil 3', 41' (pen.) Adisak 57' Suphanan 63' | Verslag |            | Thammasatstadion, Pathum Thani Toeschouwers: 6.567 Scheidsrechter: Yudai Yamamoto (JPN) |

|                                                   |                 |         |            |                                                                                                |
| 29 december 2022 «onderlinge duels» 16:30 (UTC+7) | Indonesië       | 1 – 1   | Thailand   | Gelora Bung Karnostadion, Jakarta Toeschouwers: 49.985 Scheidsrechter: Mohammed al Hoish (KSA) |
| 29 december 2022 «onderlinge duels» 16:30 (UTC+7) | Klok 50' (pen.) | Verslag | 79' Sarach | Gelora Bung Karnostadion, Jakarta Toeschouwers: 49.985 Scheidsrechter: Mohammed al Hoish (KSA) |

|                                                   |                                                         |         |                | |
| 29 december 2022 «onderlinge duels» 17:00 (UTC+7) | Cambodja                                                | 5 − 1   | Brunei         | Morodok Techo Nationaal Stadion, Phnom Penh Toeschouwers: 6.169 Scheidsrechter: Hyun Jae-choi (KOR) |
| 29 december 2022 «onderlinge duels» 17:00 (UTC+7) | Chandav 31' Taylor 50' Keo Sokpheng 73' Pisoth 80' (88) | Verslag | 21' Nur Ikhwan | Morodok Techo Nationaal Stadion, Phnom Penh Toeschouwers: 6.169 Scheidsrechter: Hyun Jae-choi (KOR) |

|                                                 |                                        |         |              |                                                                                              |
| 2 januari 2023 «onderlinge duels» 19:30 (UTC+7) | Thailand                               | 3 – 1   | Cambodja     | Thammasatstadion, Pathum Thani Toeschouwers: 8.145 Scheidsrechter: Omar Mohamed Al Ali (UAE) |
| 2 januari 2023 «onderlinge duels» 19:30 (UTC+7) | Teerasil 45+2' (pen.), 90' Sumanya 50' | Verslag | 68' Chanthea | Thammasatstadion, Pathum Thani Toeschouwers: 8.145 Scheidsrechter: Omar Mohamed Al Ali (UAE) |

|                                                 |               |         |                         | |
| 2 januari 2023 «onderlinge duels» 20:30 (UTC+8) | Filipijnen    | 1 – 2   | Indonesië               | Rizal Memorial Stadium, Manilla Toeschouwers: 2.370 Scheidsrechter: Ahmed Faisal Al Ali (JOR)<./small> |
| 2 januari 2023 «onderlinge duels» 20:30 (UTC+8) | Rasmussen 83' | Verslag | 21' Dendy 43' Marselino | Rizal Memorial Stadium, Manilla Toeschouwers: 2.370 Scheidsrechter: Ahmed Faisal Al Ali (JOR)<./small> |

### Groep B
| Pos | Team      | Wed | W | G | V | Ptn | DV | DT | +/− | Kwalificatie       |
| --- | --------- | --- | - | - | - | --- | -- | -- | --- | ------------------ |
| 1   | Vietnam   | 4   | 3 | 1 | 0 | 10  | 12 | 0  | +12 | naar knock-outfase |
| 2   | Maleisië  | 4   | 3 | 0 | 1 | 9   | 10 | 4  | +6  | naar knock-outfase |
| 3   | Singapore | 4   | 2 | 1 | 1 | 7   | 6  | 6  | 0   |                    |
| 4   | Myanmar   | 4   | 0 | 1 | 3 | 1   | 4  | 9  | −5  |                    |
| 5   | Laos      | 4   | 0 | 1 | 3 | 1   | 2  | 15 | −13 |                    |

|                                                      |         |         |            |                                                                                       |
| 21 december 2022 «onderlinge duels» 16:30 (UTC+6:30) | Myanmar | 0 – 1   | Maleisië   | Thuwunnastadion, Yangon Toeschouwers: 4.500 Scheidsrechter: Ahmed Faisal Al Ali (JOR) |
| 21 december 2022 «onderlinge duels» 16:30 (UTC+6:30) |         | Verslag | 52' Faisal | Thuwunnastadion, Yangon Toeschouwers: 4.500 Scheidsrechter: Ahmed Faisal Al Ali (JOR) |

|                                                   |      |         | | |
| 21 december 2022 «onderlinge duels» 19:30 (UTC+7) | Laos | 0 – 6   | Vietnam | Nieuw Nationaal Stadion Laos, Vientiane Toeschouwers: 10.240 Scheidsrechter: Hiroki Kasahara (JPN) |
| 21 december 2022 «onderlinge duels» 19:30 (UTC+7) |      | Verslag | 15' Nguyễn Tiến Linh 43' Đỗ Hùng Dũng 55' Hồ Tấn Tài 58' Đoàn Văn Hậu 82' Nguyễn Văn Toàn 90+1' Vũ Văn Thanh | Nieuw Nationaal Stadion Laos, Vientiane Toeschouwers: 10.240 Scheidsrechter: Hiroki Kasahara (JPN) |

|                                                   |                                  |         |                           |                                                                                     |
| 24 december 2022 «onderlinge duels» 18:00 (UTC+8) | Singapore                        | 3 – 2   | Myanmar                   | Nationaal Stadion, Kallang Toeschouwers: 5.370 Scheidsrechter: Kim Jong-hyeok (KOR) |
| 24 december 2022 «onderlinge duels» 18:00 (UTC+8) | Fandi 45' Shahiran 49' Anuar 74' | Verslag | 34', 66' Maung Maung Lwin | Nationaal Stadion, Kallang Toeschouwers: 5.370 Scheidsrechter: Kim Jong-hyeok (KOR) |

|                                                   |                                                  |         |      | |
| 24 december 2022 «onderlinge duels» 20:30 (UTC+8) | Maleisië                                         | 5 – 0   | Laos | Bukit Jalil Nationaal Stadion, Kuala Lumpur Toeschouwers: 29.961 Scheidsrechter: Majed Al Shamrani (KSA) |
| 24 december 2022 «onderlinge duels» 20:30 (UTC+8) | Agüero 29' Faisal 65', 68' Haqimi 77' Wilkin 87' | Verslag |      | Bukit Jalil Nationaal Stadion, Kuala Lumpur Toeschouwers: 29.961 Scheidsrechter: Majed Al Shamrani (KSA) |

|                                                   |      |         |                        |                                                                                                  |
| 27 december 2022 «onderlinge duels» 17:00 (UTC+7) | Laos | 0 – 2   | Singapore              | Nieuw Nationaal Stadion Laos, Vientiane Toeschouwers: 1.087 Scheidsrechter: Yudai Yamamoto (JPN) |
| 27 december 2022 «onderlinge duels» 17:00 (UTC+7) |      | Verslag | 32' Irfan 90+4' Shawal | Nieuw Nationaal Stadion Laos, Vientiane Toeschouwers: 1.087 Scheidsrechter: Yudai Yamamoto (JPN) |

|                                                   |                                                                   |         |          |                                                                                        |
| 27 december 2022 «onderlinge duels» 19:30 (UTC+7) | Vietnam                                                           | 3 – 0   | Maleisië | Mỹ Đình Nationaal Stadion, Hanoi Toeschouwers: 17.545 Scheidsrechter: Ryuji Sato (JPN) |
| 27 december 2022 «onderlinge duels» 19:30 (UTC+7) | Nguyễn Tiến Linh 28' Quế Ngọc Hải 64' (pen.) Nguyễn Hoàng Đức 83' | Verslag |          | Mỹ Đình Nationaal Stadion, Hanoi Toeschouwers: 17.545 Scheidsrechter: Ryuji Sato (JPN) |

|                                                      |                                        |         |                                  |                                                                               |
| 30 december 2022 «onderlinge duels» 16:30 (UTC+6:30) | Myanmar                                | 2 – 2   | Laos                             | Thuwunnastadion, Yangon Toeschouwers: 4.100 Scheidsrechter: Aziz Asimov (UZB) |
| 30 december 2022 «onderlinge duels» 16:30 (UTC+6:30) | Kyaw Min Oo 15' Maung Maung Lwin 90+6' | Verslag | 12' Vongchiengkham 46' Ratxachak | Thuwunnastadion, Yangon Toeschouwers: 4.100 Scheidsrechter: Aziz Asimov (UZB) |

|                                                   |           |       |         |                                                                                       |
| 30 december 2022 «onderlinge duels» 20:30 (UTC+8) | Singapore | 0 – 0 | Vietnam | Jalan Besarstadion, Kallang Toeschouwers: 5.434 Scheidsrechter: Hiroki Kasahara (JPN) |
| 30 december 2022 «onderlinge duels» 20:30 (UTC+8) | Verslag   |       |         | Jalan Besarstadion, Kallang Toeschouwers: 5.434 Scheidsrechter: Hiroki Kasahara (JPN) |

|                                                 |                                                                  |         |         |                                                                                           |
| 3 januari 2023 «onderlinge duels» 19:30 (UTC+7) | Vietnam                                                          | 3 – 0   | Myanmar | Mỹ Đình Nationaal Stadion, Hanoi Toeschouwers: 11.575 Scheidsrechter: Choi Hyun-jai (KOR) |
| 3 januari 2023 «onderlinge duels» 19:30 (UTC+7) | Kyaw Zin Lwin 8' (e.d.) Nguyễn Tiến Linh 27' Châu Ngọc Quang 72' | Verslag |         | Mỹ Đình Nationaal Stadion, Hanoi Toeschouwers: 11.575 Scheidsrechter: Choi Hyun-jai (KOR) |

|                                                 |                                    |         |           | |
| 3 januari 2023 «onderlinge duels» 20:30 (UTC+8) | Maleisië                           | 4 – 1   | Singapore | Bukit Jalil Nationaal Stadion, Kuala Lumpur Toeschouwers: 65.147 Scheidsrechter: Mohammed Al Hoish (KSA) |
| 3 januari 2023 «onderlinge duels» 20:30 (UTC+8) | Lok 35' Wilkin 50', 54' Agüero 88' | Verslag | 85' Faris | Bukit Jalil Nationaal Stadion, Kuala Lumpur Toeschouwers: 65.147 Scheidsrechter: Mohammed Al Hoish (KSA) |

## Knock-outfase
|  | Halve finales | Halve finales | Halve finales | Halve finales | Halve finales |   |          | Finale  | Finale | Finale | Finale | Finale |
|  |               |               |               |               |               |   |          |         |        |        |        |        |
|  | A2            | Indonesië     | 0             | 0             | 0             |   |          |         |        |        |        |        |
|  | B1            | Vietnam       | 0             | 2             | 2             |   |          |         |        |        |        |        |
|  | B1            | Vietnam       | 0             | 2             | 2             |   | H1       | Vietnam | 2      | 0      | 2      |        |
|  |               |               |               |               |               |   | H1       | Vietnam | 2      | 0      | 2      |        |
|  |               | H2            | Thailand      | 2             | 1             | 3 |          |         |        |        |        |        |
|  | B2            | H2            | Thailand      | 2             | 1             | 3 | Maleisië | 1       | 0      | 1      |        |        |
|  | B2            |               |               |               |               |   | Maleisië | 1       | 0      | 1      |        |        |
|  | A1            | Thailand      | 0             | 3             | 3             |   |          |         |        |        |        |        |

### Halve finale
|                                                 |           |       |         |                                                                                              |
| 6 januari 2023 «onderlinge duels» 16:30 (UTC+7) | Indonesië | 0 – 0 | Vietnam | Gelora Bung Karnostadion, Jakarta Toeschouwers: 49.595 Scheidsrechter: Omar Al-Yaqoubi (OMA) |
| 6 januari 2023 «onderlinge duels» 16:30 (UTC+7) | Verslag   |       |         | Gelora Bung Karnostadion, Jakarta Toeschouwers: 49.595 Scheidsrechter: Omar Al-Yaqoubi (OMA) |

|                                                 |                                  |                  |           |                                                                                          |
| 9 januari 2023 «onderlinge duels» 19:30 (UTC+7) | Vietnam Nguyễn Tiến Linh 3', 47' | 2 – 0 (2–0 agg.) | Indonesië | Mỹ Đình Nationaal Stadion, Hanoi Toeschouwers: 23.989 Scheidsrechter: Yusuke Araki (JPN) |
| 9 januari 2023 «onderlinge duels» 19:30 (UTC+7) | Verslag                          |                  |           | Mỹ Đình Nationaal Stadion, Hanoi Toeschouwers: 23.989 Scheidsrechter: Yusuke Araki (JPN) |

|                                                 |            |         |          | |
| 7 januari 2023 «onderlinge duels» 20:30 (UTC+8) | Maleisië   | 1 – 0   | Thailand | Bukit Jalil Nationaal Stadion, Kuala Lumpur Toeschouwers: 62.989 Scheidsrechter: Kim Dae-yong (KOR) |
| 7 januari 2023 «onderlinge duels» 20:30 (UTC+8) | Faisal 11' | Verslag |          | Bukit Jalil Nationaal Stadion, Kuala Lumpur Toeschouwers: 62.989 Scheidsrechter: Kim Dae-yong (KOR) |

|                                                  |                                             |                  |          |                                                                                        |
| 10 januari 2023 «onderlinge duels» 19:30 (UTC+7) | Thailand Teerasil 19' Bordin 55' Adisak 71' | 3 – 0 (3–1 agg.) | Maleisië | Rajamangalastadion, Bangkok Toeschouwers: 18.927 Scheidsrechter: Adham Makhadmeh (JOR) |
| 10 januari 2023 «onderlinge duels» 19:30 (UTC+7) |                                             |                  |          | Rajamangalastadion, Bangkok Toeschouwers: 18.927 Scheidsrechter: Adham Makhadmeh (JOR) |

### Finale
|                                                  |                                       |         |                        |                                                                                          |
| 13 januari 2023 «onderlinge duels» 19:30 (UTC+7) | Vietnam                               | 2 – 2   | Thailand               | Mỹ Đình Nationaal Stadion, Hanoi Toeschouwers: 38.539 Scheidsrechter: Ko Hyung-jin (KOR) |
| 13 januari 2023 «onderlinge duels» 19:30 (UTC+7) | Nguyễn Tiến Linh 24' Vũ Văn Thanh 88' | Verslag | 48' Poramet 63' Sarach | Mỹ Đình Nationaal Stadion, Hanoi Toeschouwers: 38.539 Scheidsrechter: Ko Hyung-jin (KOR) |

|                                                  |                         |                  |         |                                                                                       |
| 16 januari 2023 «onderlinge duels» 19:30 (UTC+7) | Thailand Theerathon 24' | 1 – 0 (3–2 agg.) | Vietnam | Thammasatstadion, Pathum Thani Toeschouwers: 19.306 Scheidsrechter: Jumpei Iida (JPN) |
| 16 januari 2023 «onderlinge duels» 19:30 (UTC+7) | Verslag                 |                  |         | Thammasatstadion, Pathum Thani Toeschouwers: 19.306 Scheidsrechter: Jumpei Iida (JPN) |